# Iveco M320
L'IVECO M320, aussi connu en Italie sous le label ASTRA SM 88.45, est un camion militaire tactique fabriqué par la filiale défense IVECO D.V. du groupe italien IVECO à partir de 2003. C'est un camion tactique en configuration 8x8, spécialement conçu à des fins militaires et contrairement à la plupart de ses concurrents, ce n'est pas une version militarisée d'un camion commercial civil.

## Description
L'IVECO M320 fait partie d'une large gamme de camions tactiques, qui comprend également des modèles 4x4 (M170), 6x6 (M250 & 8x8 extra lourd M1250). Cette gamme de camions IVECO D.V. 4x4, 6x6, 8x8 à haute mobilité, éprouvés au combat, a été conçue pour offrir la protection et la mobilité maximales pour répondre aux applications logistiques militaires. Ces véhicules permettent un passage à gué non préparé de 850 mm et jusqu'à 1,2 m avec préparation. Ils circulent dans les conditions climatiques les plus hostiles, de -32°C à +49°C. 
L'Iveco M320 tactique n'est disponible qu'en une seule longueur d'empattement 1.995 + 3.500 + 1.450 millimètres. La capacité de charge utile varie également selon la version. Le M320.45WM, version tactique a une capacité de charge utile de 15,0 tonnes et peut tracter des remorques ou des pièces d'artillerie de 24,0 tonnes. La version de base est un transporteur de fret/de troupes. Ce camion militaire peut servir de transport de troupes mais également une grande variété d'autres équipements. Des versions spécialisées sont disponibles, telles que le tracteur d'artillerie, le camion à benne basculante, le système de manutention de charge et le camion tracteur qui transporte les véhicules d'appui Centauro.

Les camions de la série IVECO M250 sont équipés de cabines militaires spécialement conçues qui, outre le conducteur, peuvent accueillir 3 passagers et disposent de couchettes. Les cabines sont protégées contre les mines antipersonnel, les tirs d'armes légères et les éclats d'obus d'artillerie.
Les camions sont équipés d'un moteur diesel IVECO Cursor 13 turbocompressé de 12.882 cm3 développant 450 ch. En option, le véhicule peut être équipé d'un moteur IVECO Cursor 13 moins puissant, ne développant que 400 ch. Plusieurs composants proviennent de la gamme IVECO Trakker versions militaires. Le véhicule a une transmission intégrale permanente et est équipé d'un système de gonflage central des pneumatiques.
Le M250 peut tracter des remorques ou des pièces d'artillerie d'un poids maximum de 25 t. Dans sa version logistique, il peut porter des charges jusqu'à 13,0 t et remorquer jusqu'à 45 tonnes.
Pour les versions avec cabine non blindée, le M250 peut être équipé d'un kit de blindage de protection performant pour les opérations militaires dans les conditions opérationnelles hostiles.
Le véhicule est doté d'une protection balistique et antimines à la protection iED intégrée Stanag 4569.
Le véhicule peut également être équipé :
- d'un kit de blindage supplémentaire,
- du système Iveco de gonflage centralisé des pneus (CtiS),
- de pneumatiques Run flat,
- de solutions de superstructure individuelles,
- d'un treuil.

L'IVECO M320 est également disponible avec une cabine basse, optimisée pour le transport par avion cargo militaire C-130 Hercules.

## Pays utilisateurs
- Italie > 1.000
- Danemark
- Espagne comme véhicule porteur du radar RAC 3D[2].
- Belgique
- Allemagne
- Irlande
- France
- Roumanie
- Suisse

## Version dérivée

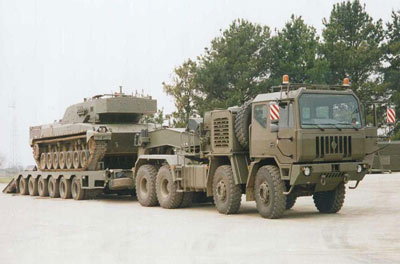
Iveco M1100 porte char C1 Ariete de l'armée italienne

Une version transport de char a été produite spécialement pour l'armée italienne, l'Iveco M1100 de 2003 à 2015. À partir de 2016, cette version a été remplacée par un nouveau modèle Iveco M1250.